# Rosy Varte
Rosy Varte (22 de noviembre de 1923 – 14 de enero de 2012) fue una actriz teatral, cinematográfica y televisiva de nacionalidad francesa, aunque nacida en Turquía y de orígenes armenios. 

## Biografía
Su verdadero nombre era Nevarte Manouelian, y nació en Estambul, Turquía, emigrando a Francia a temprana edad.
Como actriz teatral formó parte del Teatro Nacional Popular dirigido por Jean Vilar, para el cual encarnó a la Madre Ubú en la obra Ubú rey en 1958. Además, actuó en obras representadas, entre otros locales, en el Teatro de los Campos Elíseos, el Teatro Édouard VII, el Théâtre du Vieux-Colombier, o el Teatro de l'Atelier, antes de formar parte a partir de 1971 del elenco de la Comédie-Française. 
En la gran pantalla se especializó en papeles cómicos, siendo por ejemplo la hermana de Jacques Brel en Mi tío Benjamin, Elvire en Le Viager, y Marie Dorval en el film del mismo nombre dirigido por su esposo, Pierre Badel. En el ciclo de películas dedicadas a Antoine Doinel fue la madre de Colette. Otro de sus papeles destacados fue el llevado a cabo en Peur sur la ville, junto a Jean-Paul Belmondo. En 1972 rodó Le Bar de la fourche, película que compitió en el Festival Internacional de Cine de Berlín de ese año. Además, fue actriz de voz en los filmes de animación Daisy Town (1971, como Lulu Carabine) y La Ballade des Dalton (1978, como Miss Worthlesspenny).
En televisión hizo para France 2 el papel titular de Maguy Boissier en la popular serie Maguy entre 1984 y 1992, a lo largo de 333 episodios, trabajando junto a Jean-Marc Thibault. Su última aparición televisiva tuvo lugar en 2007 en el telefilm francés Hubert et le Chien. Ese mismo año fue galardonada con el 7 d'Or a la mejor actriz por su papel de Maguy Boissier. En total, a partir de 1949 y hasta el final de su carrera actuó en un total de 95 producciones cinematográficas y televisivas.
Rosy Varte falleció el 14 de enero de 2012 en el Hospital Americano de París en Neuilly-sur-Seine, a causa de una infección pulmonar. Tenía 88 años de edad. Al funeral, celebrado en la Catedral Armenia Saint-Jean-Baptiste de París, asistieron compañeros de la serie Maguy y numerosas personalidades artísticas, entre ellas Jean-Marc Thibault, Henri Garcin, Catherine Rich, Chantal Ladesou o Charles Aznavour. Sus restos fueron enterrados en el Cementerio Pasteur de Bagnolet.

## Filmografía

### Cine
| - 1948 : Manon, de Henri-Georges Clouzot - 1949 : Vendetta en Camargue, de Jean Devaivre - 1951 : Trois femmes, de André Michel - 1952 : Lettre ouverte, de Alex Joffé - 1952 : Minuit quai de Bercy, de Christian Stengel - 1953 : Les Hommes ne pensent qu'à ça, de Yves Robert - 1953 : Virgile, de Carlo Rim - 1953 : À nous deux, Paris !, de Pierre Kast - 1954 : Casse-cou Mademoiselle, de Christian Stengel - 1954 : French Cancan, de Jean Renoir - 1955 : Les assassins du Dimanche, de Alex Joffé - 1955 : Gueule d'ange, de Marcel Blistène - 1956 : Pardonnez nos offenses, de Robert Hossein - 1958 : En légitime défense, de André Berthomieu - 1958 : Le Petit Prof, de Carlo Rim - 1960 : Fortunat, de Alex Joffé - 1960 : Le Gigolo, de Jacques Deray - 1961 : Le Tracassin, de Alex Joffé - 1961 : L'Amour à 20 ans, sketch : Antoine et Colette, de François Truffaut - 1962 : La Vendetta, de Jean Chérasse - 1963 : Suzanne et le cambrioleur, de Jean Bacqué - 1964 : Un monsieur de compagnie, de Philippe de Broca - 1964 : Angélique, marquise des anges, de Bernard Borderie - 1965 : Thomas l'imposteur, de Georges Franju | - 1965 : Les sultans, de Jean Delannoy - 1966 : Trois enfants dans le désordre, de Léo Joannon - 1966 : Le voyage du père, de Denys de La Patellière - 1968 : Salut Berthe, de Guy Lefranc - 1969 : La honte de la famille, de Richard Balducci - 1969 : Mi tío Benjamin, de Édouard Molinaro - 1969 : Le Pistonné, de Claude Berri - 1970 : Daisy Town (voz) - 1971 : Le Viager, de Pierre Tchernia - 1972 : Le bar de la fourche, de Alain Levent - 1972 : La belle affaire, de Jacques Besnard - 1973 : La grande nouba, de Christian Caza - 1974 : Peur sur la ville, de Henri Verneuil - 1977 : La Ballade des Dalton (voz) - 1978 : El amor en fuga, de François Truffaut - 1980 : T'inquiète pas, ça se soigne, de Eddy Matalon - 1982 : Le Braconnier de Dieu, de Jean-Pierre Darras - 1982 : Rock and Torah / Le Préféré, de Marc-André Grynbaum - 1982 : Le Bourgeois gentilhomme, de Roger Coggio - 1983 : Garçon !, de Claude Sautet - 1984 : Joyeuses Pâques, de Georges Lautner - 1985 : Monsieur de Pourceaugnac, de Michel Mitrani - 1986 : Chère canaille, de Stéphane Turc |

### Televisión
- Au théâtre ce soir :
  - 1967 : Caviar ou Lentilles, de Giulio Scarnicci y Renzo Tarabusi, escenografía de Gérard Vergez, Teatro Marigny
  - 1969 : Rappelez-moi votre nom, de Jean-Maurice Lassebry, escenografía de Jacques-Henri Duval, Teatro Marigny
  - 1974 : Edmée, de Pierre-Aristide Bréal, escenografía de Michel Roux, Teatro Marigny
  - 1975 : Le Pape kidnappé, de João Bethencourt, adaptación de André Roussin, escenografía de René Clermont, Teatro Édouard VII
  - 1977 : Madame Jonas dans la baleine, de René Barjavel, escenografía de Max Fournel, Teatro Marigny
  - 1979 : Nina, de André Roussin, escenografía de Jean-Laurent Cochet, Teatro Marigny
  - 1981 : Mademoiselle, de Jacques Deval, escenografía de Jean Meyer, Teatro Marigny
- 1957 : Le Baladin du monde occidental, de John Millington Synge
- 1958 : Misère et noblesse, de Eduardo Scarpetta
- 1959 : Le Village des miracles, de René Lucot
- 1959 : Le Juge de Malte, de Bernard Hecht
- 1960 : La Papesse, de René Lucot
- 1961 : Loin de Rueil, de Claude Barma
- Le Théâtre de la jeunesse :
  - 1961 : Cosette, de Alain Boudet
  - 1962 : Gavroche, de Alain Boudet
  - 1966 : La Belle Nivernaise, de Yves-André Hubert
- 1962 : Noix de coco, de Marcel Achard
- 1964 : Le Médecin malgré lui, de François Gir
- 1964 : La Mégère apprivoisée, de Pierre Badel
- 1965 : Ubu Roi, de Jean-Christophe Averty
- 1965 : La Bouquetière des innocents, de Lazare Iglesis
- 1966 : Edmée, de Jean-Marie Coldefy
- 1968 : Le Tribunal de l'impossible : Nostradamus ou Le prophète en son pays, de Pierre Badel
- 1968 : Le Bourgeois gentilhomme, de Pierre Badel
- 1969 : La Femme-femme, de Odette Collet
- 1970 : Les Fiancés de Loches, de Pierre Badel
- 1970 : Madame Filoume, de Jeannette Hubert
- 1970 : Noëlle aux quatre vents, de Henri Colpi
- 1972 : Vassa Geleznova, de Pierre Badel
- 1973 : Les Nuits de la colère, de Jean-Paul Carrère
- 1973 : Marie Dorval, de Pierre Badel
- 1974 : Je m'appelle comment ?, de Jean-Marie Coldefy
- 1975 : Le Cardinal de Retz, de Bernard d'Abrigeon
- 1975 : La Fleur des pois, de Raymond Rouleau
- 1976 : Le Gentleman des Antipodes, de Boramy Tioulong
- 1978 : La Grâce, de Pierre Tchernia
- 1978 : Allégra, de Michel Wyn
- 1978 : Ciné-roman, de Serge Moati
- 1979 : Les Papas naissent dans les armoires, de Gérard Vergez
- Le Petit Théâtre d'Antenne 2 :
  - 1980 : Le Bon Exemple, de Paul Planchon
  - 1981 : Le Fantôme du zouave, de Georges Bensoussan
  - 1982 : Ai-je été suffisamment marxiste ?, de Yvon Gérault
- 1980 : Histoires étranges La Loupe du diable, de Pierre Badel
- 1981 : Paris-Porto-Vecchio, de Anne Revel
- 1981 : La Guerre de Troie n'aura pas lieu, de Raymond Rouleau
- 1981 : La Ramandeuse, de Gabriel Axel
- 1981 : Les Bons Bourgeois, de Pierre Desfons
- 1981 : Novgorod, de Armand Ridel
- 1982 : Le Château de l'Amaryllis, de Henri Colpi
- 1982 : Le Sage de Sauvenat, de Jean Pignol
- 1983 : Elle voulait faire du cinéma, de Caroline Huppert
- 1983 : Le Château faible, de Jean Larriaga
- 1983 : Les Enquêtes du commissaire Maigret, episodio Un Noël de Maigret, de Jean-Paul Sassy
- 1984 : Les cerfs-volants / La raison de vivre / la poursuite du bleu, de Pierre Badel
- 1984-1992 : Maguy, serie de 333 episodios
- 1986 : Samedi, dimanche, lundi, de Yves-André Hubert
- 1998 : Bonnes Vacances, de Pierre Badel
- 2002 : Sous bonne garde, de Luc Béraud
- 2005 : Rosalie s'en va, de Jean-Dominique de la Rochefoucauld
- 2007 : Hubert et le Chien, de Laurence Katrian

## Teatro
- 1946 : Maria, de André Obey, escenografía de Claude Sainval, Teatro de los Campos Elíseos
- 1946 : De ratones y hombres, a partir de John Steinbeck, escenografía de Paul Œttly, Teatro Édouard VII
- 1947 : Le Juge de Malte, de Denis Marion, escenografía de Maurice Cazeneuve, Teatro Montparnasse
- 1947 : Liliom, de Ferenc Molnar, escenografía de Jean-Pierre Grenier, Teatro de la Gaîté-Montparnasse
- 1949 : La Corde au cou, de Jean Guitton, escenografía de A. M. Julien, Teatro Sarah Bernhardt
- 1950 : Poof, de Armand Salacrou, escenografía de Yves Robert, Teatro Édouard VII
- 1952 : La zapatera prodigiosa, de Federico García Lorca, escenografía de Raymond Hermantier, Teatro de l'Humour
- 1953 : L'Île aux chèvres, de Ugo Betti, escenografía de Pierre Valde, Teatro des Noctambules
- 1953 : Les Hussards, de Pierre-Aristide Bréal, escenografía de Jacques Fabbri, Teatro des Noctambules
- 1954 : Les Pas perdus, de Pierre Gascar, Teatro Fontaine
- 1954 : Le Fantôme, a partir de Plauto, escenografía de Jacques Fabbri, Teatro de l'Atelier
- 1954 : Les Hussards, de Pierre-Aristide Bréal, escenografía de Jacques Fabbri, Teatro des Célestins
- 1955 : La Famille Arlequin, de Claude Santelli, escenografía de Jacques Fabbri, Théâtre du Vieux-Colombier
- 1956 : Jules, de Pierre-Aristide Bréal, escenografía de Jacques Fabbri, Teatro Antoine
- 1956 : Misère et noblesse, de Eduardo Scarpetta, escenografía de Jacques Fabbri, Teatro de l'Alliance française
- 1956 : La Famille Arlequin, de Claude Santelli, escenografía de Jacques Fabbri, Teatro Antoine
- 1957 : Les Pas perdus, de Pierre Gascar, escenografía de Jacques Mauclair, Teatro Fontaine
- 1958 : Ubú rey, de Alfred Jarry, escenografía de Jean Vilar, Teatro Nacional Popular y Teatro de Chaillot
- 1959 : Le Tir Clara, de Jean-Louis Roncoroni, escenografía de Jean-Louis Barrault, Teatro du Palais-Royal
- 1959 : La Tête des autres, de Marcel Aymé, escenografía de André Barsacq, Teatro de l'Atelier
- 1959 : L'Affaire des poisons, de Victorien Sardou, escenografía de Raymond Gérome, Teatro Sarah-Bernhardt
- 1960 : Le Roi David, de Arthur Honegger, Festival de la Cité Carcassonne
- 1960 : Le Mariage de Figaro, de Beaumarchais, escenografía de Jean Deschamps, Festival de Fréjus
- 1960  : Ubú rey, de Alfred Jarry, escenografía de Jean Vilar, Teatro Nacional Popular y Teatro de Chaillot
- 1961 : Loin de Rueil, de Maurice Jarre y Roger Pillaudin a partir de Raymond Queneau, escenografía de Maurice Jarre y Jean Vilar, Teatro Nacional Popular y Teatro de Chaillot
- 1961 : Arden de Feversham, adaptación de Yves Jamiaque, escenografía de Bernard Jenny, Théâtre du Vieux-Colombier
- 1962 : Mic-mac, de Jean Meyer, escenografía del autor, Teatro du Palais-Royal y Teatro Daunou
- 1963 : Un amour qui ne finit pas, de André Roussin, escenografía del autor, Teatro de la Madeleine
- 1964 : Un amour qui ne finit pas, de André Roussin, escenografía del autor, Teatro des Célestins
- 1965 : Descalzos por el parque, de Neil Simon, escenografía de Pierre Mondy, Teatro de la Madeleine
- 1965 : Caviar ou lentilles, de Giulio Scarnacci y Renzo Tarabusi, escenografía de Gérard Vergez, Teatro Michel
- 1966 : El avaro, de Molière, escenografía de Jean Vilar, Festival de Marais, Hotel Rohan
- 1966 : Vous vivrez comme des porcs, de John Arden, escenografía de Guy Rétoré, Teatro de l'Est Parisien
- 1967 : La Famille écarlate, de Jean-Loup Dabadie, escenografía de Gérard Vergez, Teatro de París
- 1968 : Le Grand Zèbre, de Jean-Jacques Bricaire y Maurice Lasaygues, escenografía de Francis Joffo, Théâtre des Variétés
- 1968 : Homme pour homme, de Bertolt Brecht, escenografía de Jean-Pierre Dougnac, Teatro du Midi
- 1968 : ...Et à la fin était le bang, de René de Obaldia, escenografía de Marcel Cuvelier, Teatro des Célestins
- 1969 : La Fille de Stockholm, de Alfonso Leto, escenografía de Pierre Franck, Teatro de l'Œuvre
- 1969 : Un poète en Amérique, de Sidney Michael, escenografía de Daniel Ivernel, Teatro Montansier
- 1970 : Marie Tudor, de Victor Hugo, escenografía de Georges Werler, Teatro de l'Est Parisien
- 1971 : Amorphe d'Ottenburg, de Jean-Claude Grumberg, escenografía de Jean-Paul Roussillon, Comédie-Française en el Teatro del Odéon
- 1972 : Edipo rey y Edipo en Colono de Sófocles, escenografía de Jean-Paul Roussillon, Comédie-Française en el Festival de Aviñón
- 1973 : Enrique IV, de Luigi Pirandello, escenografía de Raymond Rouleau, Comédie-Française en el Teatro del Odéon
- 1974 : Enrique IV, de Luigi Pirandello, escenografía de Raymond Rouleau, Comédie-Française
- 1974 : Pericles, de William Shakespeare, escenografía de Terry Hands, Comédie-Française
- 1974 : Et à la fin était le bang, de René de Obaldia, escenografía de Pierre Franck, Teatro de l'Atelier
- 1975 : Le Pape kidnappé, de João Bethencourt, escenografía de René Clermont, Teatro Édouard VII
- 1976 : Nina, de André Roussin, escenografía de Jean-Laurent Cochet, Teatro des Nouveautés
- 1977 : La Magouille ou la cuisine française, de Pierre-Aristide Bréal, escenografía de Jacques Fabbri, Teatro de l'Œuvre
- 1978 : Les Papas naissent dans les armoires, de Giulio Scarnicci y Renzo Tarabusi, escenografía de Gérard Vergez, Teatro de la Michodière
- 1980 : Les Bons Bourgeois, de René de Obaldia, escenografía de Jacques Rosny, Teatro Hébertot
- 1981 : Mademoiselle de Jacques Deval, escenografía de Jean Meyer, Théâtre des Célestins, Teatro de la Michodière
- 1982 : Les Rustres, de Carlo Goldoni, escenografía de Claude Santelli, Teatro Eldorado
- 1984 : Samedi, dimanche, lundi, de Eduardo De Filippo, escenografía de Françoise Petit, Centro Dramático Nacional de Lyon
- 1994 : La source bleue, de Pierre Laville, escenografía de Jean-Claude Brialy, Teatro Daunou
- 1997 : La Mamma, de André Roussin, escenografía de Stéphane Hillel, Teatro de la Madeleine
- 2004 : Un air de famille, de Agnès Jaoui, escenografía de Jean-Pierre Bacri, Teatro du Chêne noir

## Distinciones
- 1987 : El 7 d'Or a la mejor actriz de ficción por su papel en Maguy
- 1998 : Oficial de la Legión de Honor

## Radio
Rosy Varte participó con regularidad en dramatizaciones radiadas, destacando su trabajo en el programa Les Maîtres du mystère.

## Discografía
- Contes de Perrault, vol. 1, Compagnie du Manège enchanté (Anne Gaylor / Rosy Varte)
- Contes de Perrault, vol. 2, Compagnie du Manège enchanté (Anne Gaylor / Rosy Varte)
- Contes de Grimm, Compagnie du Manège enchanté (Jean-Pierre Darras / Rosy Varte)
- Les Femmes savantes (escenografía de Michel Bouquet, dirección de Georges Hacquard, en la Comédie-Française en 1959)